# Kamp Norderney
Kamp Norderney (Duits: Lager Norderney) was een concentratiekamp van de nazi's op het Kanaaleiland Alderney. Het kamp is genoemd naar het eiland Norderney, een van de Duitse Waddeneilanden.

## Ontstaan
Het Duitse Organisation Todt (OT) bouwde 4 werkkampen in Alderney om arbeiders te huisvesten, die werkten aan de geplande versterkingen, te weten Kamp Norderney in Saye, Kamp Borkum in Platte Saline, Kamp Sylt nabij de oude telegraaf toren in La Foulère en Kamp Helgoland in het noordwesten van het eiland. Vanaf maart 1943 ging het commando van OT naar de Schutzstaffel – SS-Baubrigade. Zo werd het kamp een onderdeel van het concentratiekamp Neuengamme bij Hamburg, Duitsland.

### Werkkampen
De werkkampen werden door de OT gebruikt in het dwangarbeidprogramma. Deze werkkrachten werden dan ingezet voor de bouw van versterkingen zoals bunkers, schuilkelders, geschutstellingen en andere verdedigingsgebouwen uit beton.
In Kamp Norderney zaten vooral Europeanen (veelal Russen en andere Oost-Europeanen maar ook Spanjaarden). In Norderney en Sylt zaten dwangarbeiders. Borkum en Helgoland waren werkkampen voor "vrijwilligers" (Hilfswillige). De gevangenen in Borkum en Helgoland werden slecht behandeld maar beter dan in Norderney en Sylt. Borkum werd gebruikt voor Duitse technici en vrijwilligers uit verschillende Europese landen. In Helgoland verbleven Russische OT-arbeiders.

## Norderney
Sommige van de gebouwen van Kamp Norderney bestaan nog steeds en doen nu dienst als camping voor toeristen. Nabij is er een tunnel van het kamp naar het strand, het doet de ronde dat de nazi's het gebruikten om te schuilen, of als een executieplaats.
Meer dan 700 OT werkers verloren het leven op het eiland of tijdens de overtocht van of naar Frankrijk, toen ze mee hielpen aan de bouw van de Atlantikwall. Het kamp werd in juni 1944 gesloten door de Duitsers na de invasie van Normandië.